# Mullit

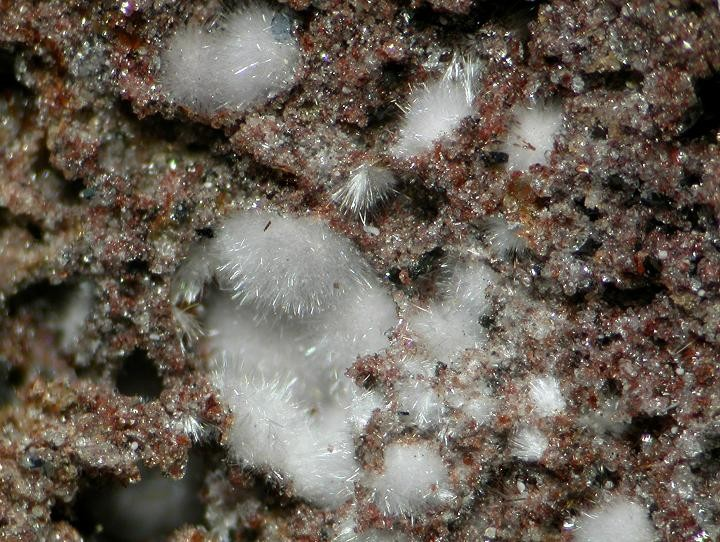
Mullit kristálypamacsok (Németország, Üdersdorf közelében). A képmező valós hossza mintegy 4 mm.

A mullit a szilikátok osztályába tartozó ásványfaj. Elnevezését a skóciai Mull szigetéről kapta, mert onnan írták le 1924-ben.

## Kémiai és fizikai tulajdonságai
- Képlete: Al6Si2O13 — azaz 3Al2O3 . 2Si2O2
- Szimmetriája: rombos dipiramisos, áltetragonális — a0 = 7,50, b0 = 7,65, c0 = 5,751 .
- Sűrűsége: 3,2 g/cm³
- Keménysége: 6-7 (a Mohs-skálán)
- Hasadása: jó [010]
- Színe: színtelen (átlátszó–áttetsző), szürke, fakórózsaszín. np = 1,644, optikailag pozitív.
- Fénye: üvegfényű
- Egyéb jellegzetes tulajdonságai: Olvadáspontja 1840°C.
- Kettőstörése a szillimaniténál gyengébb.

## Megjelenési formái, genetikája
Mull szigetén bázisos vulkanit és agyagkőzet kontaktusán keletkezett.
Általában jellemző, hogy agyagásványok hevítésének terméke. Légköri nyomáson 1000°C fölött minden agyagos, illetőleg nagy Al-tartalmú szilikátos rendszerből mullit keletkezik.
1800°C feletti hosszabb idő alatt szelektíven olvad: kiolvad belőle a Si2O2, és a szilárd maradék korunddá alakul.

## Rendszertani helyzete
A láncszilikátok (inoszilikátok) 2. főcsoportjában a szillimanit–mullit csoport tagja. Szillimanit-szerkezetű. Kristályrácsa annyiban különbözik a
szillimanitétól, hogy abban egyes SiO4-tetraéderek helyett A1O4-tetraéder foglal helyet. E két rácselem eloszlása véletlenszerű.
Rokon ásványfajok:
- kianit (disztén)
- andaluzit
- sztaurolit
- szillimanit

## Felhasználása
Hőállósága miatt tűzálló anyagként használatos. A finom- és durvakerámiai termékek (porcelán, samott stb.) szilárdsága és tűzállósága alapvetően annak köszönhető, hogy kiégetés közben mullitosodnak. 

## Fordítás
- Ez a szócikk részben vagy egészben  a   Mullite című angol Wikipédia-szócikk ezen változatának fordításán alapul.  Az eredeti cikk szerkesztőit annak laptörténete sorolja fel. Ez a jelzés csupán a megfogalmazás eredetét és a szerzői jogokat jelzi, nem szolgál a cikkben szereplő információk forrásmegjelöléseként.